# Hamburg (Minnesota)
Hamburg é uma cidade localizada no estado americano de Minnesota, no Condado de Carver.

## Demografia
Segundo o censo americano de 2000, a sua população era de 538 habitantes.
Em 2006, foi estimada uma população de 546, um aumento de 8 (1.5%).

## Geografia
De acordo com o United States Census Bureau tem uma área de
0,5 km², dos quais 0,5 km² cobertos por terra e 0,0 km² cobertos por água.

## Localidades na vizinhança
O diagrama seguinte representa as localidades num raio de 16 km ao redor de Hamburg.